# Cetotherium
Genre
Cetotherium est un genre disparu de baleines qui a vécu du Miocène au milieu du Pliocène (de - 16 Ma à - 3 Ma). Il s'agit du descendant du genre Janjucetus. Il représente l'une des premières baleines à fanons[réf. nécessaire].
L'espèce type (Cetotherium rathkii) mesurait 14 mètres de longueur et pesait 5 tonnes. Comme ses descendants, elle se nourrissait de krill. Ses fossiles ont été retrouvés dans l'océan Pacifique.

## Étymologie
Son nom veut dire « animal cétacé » (du grec « cetus » baleine et « therium » bête, animal).

## Paléobiologie
Les archives fossiles ont révélé une relation prédateur-proie entre les grands requins (par exemple O. megalodon) et les Cetotheriidae. La baleine à dents, Livyatan melvillei, pourrait également avoir représenté une menace pour les baleines Cetotherium.[réf. nécessaire]

## Espèces
- Cetotherium furlongi
- Cetotherium riabinini[2]
- Cetotherium rathkii (type)